# Військово-морські сили Португалії
Військово-морські сили Португалії (порт. Marinha Portuguesa, порт. Armada Portuguesa) — військово-морські сили Португальської Республіки. Окремий вид португальських збройних сил. Походить від португальського флоту кінця ХІІ століття. Днем заснування вважається 12 грудня 1317 року, коли за наказом короля Дініша було збудовано державні морські сили. Відіграв визначну роль у XV—XVII століттях, в добу великих географічних відкриттів; сприяюв розвитку природничих наук та технічного прогресу в Португалії та країнах Європи. Брав участь в усіх основних військових конфліктах держави з Марокко, Іспанією, Голландією, Громадянській війні, Першій світовій війні та колоніальних війнах в Африці. Керується головою штабу флоту (CEMA) з штаб-квартирою в Алмаді. У воєнний час підпорядковується Генеральному штабу Збройних сил Португалії, в мирний — міністру національної безпеки. Є професійними постійними силами. Чисельність — 12600 осіб (2015); з них — 8900 військові. Мають на озброєнні 5 фрегатів, 2 субмарини, 21 патрульний корабель та до 60 інших типів суден. Окрім основних військових функцій виконують завдання охорони узбережжя, поліцейсько-пошукові роботи у морі.

## Прапори

Військово-морський прапор
Гюйс
Вимпел військових кораблів

### Прапори посадових осіб

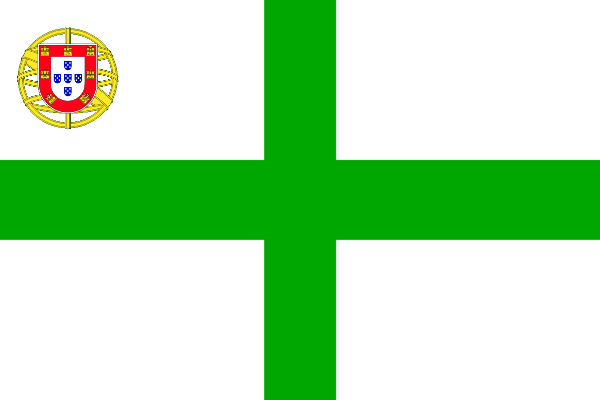
Адмірал
Начальник штабу ВМС
Віцеадмірал
Контрадмірал
Командор

## Військові звання

### Офіцери
| Категорії               | Офіцери   | Офіцери        | Офіцери          | Офіцери  | Офіцери                 | Офіцери            | Офіцери         | Офіцери          | Офіцери         | Офіцери    | Офіцери   |
| ----------------------- | --------- | -------------- | ---------------- | -------- | ----------------------- | ------------------ | --------------- | ---------------- | --------------- | ---------- | --------- |
| Нарукавний знак         |           |                |                  |          |                         |                    |                 |                  |                 |            |           |
| Португальське звання    | Almirante | Vice-Almirante | Contra-Almirante | Comodoro | Capitão-de-mar-e-guerra | Capitão-de-fragata | Capitão-tenente | Primeiro-tenente | Segundo-tenente | Subtenente | Aspirante |
| Український відповідник | Адмірал   | Віцеадмірал    | Контрадмірал     | Командор |                         |                    |                 |                  |                 |            |           |

### Підофіцери і матроси
| Категорії               | Підофіцери   | Підофіцери     | Підофіцери        | Підофіцери        | Підофіцери       | Матроси  | Матроси | Матроси             | Матроси            | Матроси          | Матроси         |
| ----------------------- | ------------ | -------------- | ----------------- | ----------------- | ---------------- | -------- | ------- | ------------------- | ------------------ | ---------------- | --------------- |
| Нарукавний знак         |              |                |                   |                   |                  |          |         |                     |                    | немає            | немає           |
| Португальське звання    | Sargento-mor | Sargento-chefe | Sargento-ajudante | Primeiro-sargento | Segundo-sargento | Cabo-mor | Cabo    | Primeiro-marinheiro | Segundo-marinheiro | Primeiro-grumete | Segundo-grumete |
| Український відповідник |              |                |                   |                   |                  |          |         |                     |                    |                  |                 |